# Vadonaxia peyrierasi
Vadonaxia peyrierasi (лат.) — вид жуков-златок. Единственный вид рода Vadonaxia. Как и у большинства жуков-златок, их личинки развиваются в мертвой древесине.

## Распространение
Афротропика: Мадагаскар (Seranambe, XII.64, Distr.Mananara-N).

## Систематика
Вид был впервые опсиан в 1969 году по типовым материалам с острова Мадагаскар. Новый вид и род отнесён к монотипической трибе Vadonaxiini Descarpentries, 1969.
- Vadonaxia Descarpentries, 1969
  - Vadonaxia peyrierasi Descarpentries, 1969[2]